# Red Hook
Red Hook és una població dels Estats Units a l'estat de Nova York. Segons el cens del 2000 tenia 1.805 habitants.

## Demografia
Segons el cens del 2000, Red Hook tenia 1.805 habitants, 765 habitatges, i 491 famílies. La densitat de població era de 645,3 habitants per km².
Dels 765 habitatges en un 29,4% hi vivien nens de menys de 18 anys, en un 49,3% hi vivien parelles casades, en un 10,6% dones solteres, i en un 35,7% no eren unitats familiars. En el 28,8% dels habitatges hi vivien persones soles l'11,8% de les quals corresponia a persones de 65 anys o més que vivien soles. El nombre mitjà de persones vivint en cada habitatge era de 2,36 i el nombre mitjà de persones que vivien en cada família era de 2,92.
Per edats la població es repartia de la següent manera: un 23,2% tenia menys de 18 anys, un 9,1% entre 18 i 24, un 28% entre 25 i 44, un 22,8% de 45 a 60 i un 16,8% 65 anys o més.
L'edat mediana era de 39 anys. Per cada 100 dones de 18 o més anys hi havia 90,6 homes.
La renda mediana per habitatge era de 37.284 $ i la renda mediana per família de 48.125 $. Els homes tenien una renda mediana de 35.580 $ mentre que les dones 25.563 $. La renda per capita de la població era de 20.618 $. Entorn del 4,9% de les famílies i el 8,6% de la població estaven per davall del llindar de pobresa.